# Coptops lichenea
Coptops lichenea är en skalbaggsart som beskrevs av Francis Polkinghorne Pascoe 1865. Coptops lichenea ingår i släktet Coptops och familjen långhorningar.
Artens utbredningsområde är:
- Laos.
- Burma.

Inga underarter finns listade i Catalogue of Life.